# Goliad (Texas)
Goliad es una ciudad ubicada en el condado de Goliad en el estado estadounidense de Texas. En el Censo de 2010 tenía una población de 1908 habitantes y una densidad poblacional de 469,52 personas por km².

## Toponimia
Esta localidad existente antes de 1825 parece recibir el nombre de una especie de anagrama del apellido del padre de la patria mexicano Hidalgo.

## Geografía
Goliad se encuentra ubicada en las coordenadas 28°40′16″N 97°23′33″O / 28.67111, -97.39250. Según la Oficina del Censo de los Estados Unidos, Goliad tiene una superficie total de 4.06 km², de la cual 4.05 km² corresponden a tierra firme y 0.01 km² (0.25 %) es agua.

## Demografía
Según el censo de 2010, había 1908 personas residiendo en Goliad. La densidad de población era de 469,52 hab./km². De los 1908 habitantes, Goliad estaba compuesto por el 76.47 % blancos, el 7.76 % eran afroamericanos, el 0.73 % eran amerindios, el 0.52 % eran asiáticos, el 0.1 % eran isleños del Pacífico, el 11.95 % eran de otras razas y el 2.46 % pertenecían a dos o más razas. Del total de la población el 52.46 % eran hispanos o latinos de cualquier raza.